# Charles d'Espinay
Pour les articles homonymes, voir Charles d'Espinay (réalisateur).
Charles d'Espinay , né v. 1531 au Champeaux et mort  septembre 1591 à Epiniac, est un prélat du XVIe siècle. 

## Famille
Charles d'Espinay est le fils puiné de Guy III d'Espinay († 1551) et de Louise de Goulaine. Son frère ainé Jean II († 1591) devient marquis en 1575 et continue la lignée. Il a également une sœur  Philippine  qui est abbesse de l’abbaye Saint-Georges de Rennes (1572-1583) et un frère Louis d'Espinay († 1600) commendataire de l'abbaye Notre-Dame du Tronchet (1558-1567) avant de se
marier, de devenir seigneur d'Yvigniac et de donner naissance à Jean d’Espinay, abbé commendataire de l'abbaye de Saint-Méen (1592-1604).

## Biographie
Il est lui aussi destiné à une carrière ecclésiastique il devient prieur de Saint-Exupère de Gahard,  de Saint-Jacques de Bécherel et abbé commendataire de  l'abbaye Saint-Gildas-des-Bois, il prête le serment de fidélité pour ses trois bénéfices ecclésiastiques en novembre 1558 à l'âge de 27 ans. Il est ensuite pourvu de l'abbaye Notre-Dame du Tronchet. Le 29 mai 1560 Charles est nommé évêque de Dol Il participe au concile de Trente en décembre 1562 et est chargé de plusieurs négociations à propos de ce concile. Il prête ensuite serment pour son évêché et il est consacré le 16 septembre 1565 et entre dans le chapitre de chanoines en février 1566. En 1586 il est pourvu en commende de l'abbaye Notre-Dame du Tronchet.  
Pendant La Ligue catholique,  Charles d'Espinay se range résolument aux côtés de Philippe-Emmanuel de Lorraine duc de Mercoeur et avec Aymar Hennequin l'évêque de Rennes lors d'une Assemblée en 1589 il lui décernent le titre de « protecteur de la religion catholique en Bretagne ». Après la mort de son frère Antoine d'Espinay, capitaine de Dol pour la Ligue, tué le 7 janvier 1591 il dirige lui-même la défense de la cité. L'évéque établit son testament le 10 aout 1591 il meurt le 12 septembre à Epiniac  et est inhumé dans la cathédrale de Dol le 22 septembre. Charles D'Espinay est aussi connu comme poète, auteur de sonnets. Il est un contemporain et disciple de Ronsard. On a également de lui des poésies érotiques les « Sonnets amoureux » publiés en 1559-1560.

## Sources
- Henri Busson (de), Dans l'orbe de la Pléiade. Charles d'Espinay, évêque de Dol, poète 1531 ?-1590 (Paris 1923, Genf 1978).
- François Duine, Les vers et l'héritage de Charles d'Espinay, poète, évêque et ligueur, Annales de Bretagne et des pays de l'Ouest, 1910, p. 352-369
- Henry de Kerbeuzec (pseudonyme de François Duine), Charles d’Espinay, Évêque-comte de Dol, L’Hermine, t. 13, 1895-1896, p. 167-174